# 雞皮疙瘩
雞皮疙瘩（粵語地區簡稱「起雞皮」）是人類在感到寒冷或恐懼等其他刺激下，其皮膚上出現的類似於雞皮的小疙瘩，這種現象是立毛肌的收縮活動引起的。當立毛肌收縮，皮膚表面的體毛便會豎起來，在體表形成一層鬆厚的保護層，可留住暖空氣，減少體溫流失。另一方面，毛髮豎立也會令動物看起來體積更大，以嚇走敵人；故在受驚嚇時也會本能地出現起雞皮疙瘩現象。
由於現代人的體毛已顯著減少，雞皮疙瘩只是殘存下來的一種動物本能。
有時人類在壓力環境底下也會產生雞皮疙瘩反應，而這種現象被認為是一種痕跡反應。這種反應與其他猿猴類物種透過讓自身的體毛豎起，以使其體型看起來更巨大，以嚇走可能的狩獵者相關。